# Immingham
Immingham (souvent localement nommé Ming-Ming ou simplement Ming) est une commune située dans le North East Lincolnshire, Angleterre, Royaume-Uni et localisée à six miles (10 km) au nord-ouest de Grimsby. La population comptait 10 999 habitants en 2021.

## Géographie
Immingham est localisée entre la route A180 (en) au sud et la A1173 (en) (Manby Road et Kings Road) au nord.

## Industries locales
Comme pour les communes de Grimsby et Cleethorpes, Immingham fait partie d'une zone économique connue sous le nom de Greater Grimsby (en). Les principaux secteurs économiques de Greater Grimsby incluent la nourriture et les boissons ; les ports et logistiques ; les énergies renouvelables et l'informatique.

## Éducation
Oasis Academy Immingham (en), anciennement connue sous le nom d'Immingham School, a ouvert ses portes au début de 2008 et est dirigée par Oasis Trust (en).
D'autres établissements incluent Allerton, Canon Peter Hall (anciennement St Andrew's et Pelham Infants), Coomb Briggs et l'école primaire Eastfield.

## Personnalités
- Sean Storey (en), joueur professionnel de snooker
- Ian Huntley (en), auteur de l'assassinat de deux jeunes filles âgées de 10 ans à Soham (Cambridgeshire). Il est né à Immingham le 31 janvier 1974 et y a vécu jusque dans les années 1990[7]